# Australian Open de 2025 - Dia a dia
Estes foram os jogos realizados nas quadras mais importantes a partir do primeiro dia das chaves principais.
Células em lavanda indicam sessão noturna.

## Dia 1 (12 de janeiro)
Devido às fortes chuvas e trovoadas, a competição foi interrompida entre 12h e 18h locais nas quadras externas. Essa interrupção adiou vários jogos. As disputas nas três quadras principais continuaram, porém com os tetos retráteis fechados.
- Cabeças de chave eliminados:
  - Simples feminino:  Linda Nosková [29]

Ordem dos jogos:
| Rod Laver Arena             | Rod Laver Arena                       | Rod Laver Arena                       | Rod Laver Arena          |
| Evento                      | Vencedor(a)/(es/as)                   | Derrotado(a)/(os/as)                  | Resultado                |
| --------------------------- | ------------------------------------- | ------------------------------------- | ------------------------ |
| Simples feminino – 1ª fase  | Zheng Qinwen [5]                      | Anca Todoni [Q]                       | 7–63, 6–1                |
| Simples masculino – 1ª fase | Casper Ruud [6]                       | Jaume Munar                           | 6–3, 1–6, 7–5, 2–6, 6–1  |
| Simples feminino – 1ª fase  | Aryna Sabalenka [1]                   | Sloane Stephens                       | 6–3, 6–2                 |
| Simples masculino – 1ª fase | Alexander Zverev [2]                  | Lucas Pouille [WC]                    | 6–4, 6–4, 6–4            |
| Margaret Court Arena        |                                       |                                       |                          |
| Evento                      | Vencedor(a)/(es/as)                   | Derrotado(a)/(os/as)                  | Resultado                |
| Simples masculino – 1ª fase | Arthur Fils [20]                      | Otto Virtanen                         | 3–6, 7–64, 6–4, 6–4      |
| Simples feminino – 1ª fase  | Donna Vekić [18]                      | Diane Parry                           | 6–4, 6–4                 |
| Simples masculino – 1ª fase | Jiří Lehečka [24]                     | Li Tu [WC]                            | 6–1, 3–6, 6–3, 7–61      |
| Simples feminino – 1ª fase  | Anna Blinkova                         | Daria Saville [WC]                    | 1–6, 6–4, 7–5            |
| John Cain Arena             |                                       |                                       |                          |
| Evento                      | Vencedor(a)/(es/as)                   | Derrotado(a)/(os/as)                  | Resultado                |
| Simples feminino – 1ª fase  | Mirra Andreeva [14]                   | Marie Bouzková                        | 6–3, 6–3                 |
| Simples masculino – 1ª fase | Kei Nishikori [PR]                    | Thiago Monteiro [Q]                   | 4–6, 46–7, 7–5, 6–2, 6–3 |
| Simples feminino – 1ª fase  | Paula Badosa [11]                     | Wang Xinyu                            | 6–3, 7–65                |
| Simples masculino – 1ª fase | Ugo Humbert [14]                      | Matteo Gigante [Q]                    | 7–65, 7–5, 6–4           |
| Kia Arena                   |                                       |                                       |                          |
| Evento                      | Vencedor(a)/(es/as)                   | Derrotado(a)/(os/as)                  | Resultado                |
| Simples feminino – 1ª fase  | Leylah Fernandez [30]                 | Yuliia Starodubtseva                  | 7–5, 6–4                 |
| Simples masculino – 1ª fase | Reilly Opelka [PR]                    | Gauthier Onclin [Q]                   | 3–6, 7–64, 6–3, 6–2      |
| Simples masculino – 1ª fase | Damir Džumhur vs. Aleksandar Vukic    | Damir Džumhur vs. Aleksandar Vukic    | adiado                   |
| Simples feminino – 1ª fase  | Nao Hibino [Q] vs. Marta Kostyuk [17] | Nao Hibino [Q] vs. Marta Kostyuk [17] | adiado                   |
| 1573 Arena                  |                                       |                                       |                          |
| Evento                      | Vencedor(a)/(es/as)                   | Derrotado(a)/(os/as)                  | Resultado                |
| Simples feminino – 1ª fase  | Tatjana Maria                         | Bernarda Pera                         | 7–63, 6–4                |
| Simples masculino – 1ª fase | Tomáš Macháč [26]                     | Sumit Nagal                           | 6–3, 6–1, 7–5            |

## Dia 2 (13 de janeiro)
- Cabeças de chave eliminados:
  - Simples masculino:  Grigor Dimitrov [10],  Stefanos Tsitsipas [11],  Alejandro Tabilo [23],  Sebastián Báez [28]
  - Simples feminino:  Jeļena Ostapenko [16],  Victoria Azarenka [21]

Ordem dos jogos:
| Rod Laver Arena             | Rod Laver Arena        | Rod Laver Arena          | Rod Laver Arena           |
| Evento                      | Vencedor(a)/(es/as)    | Derrotado(a)/(os/as)     | Resultado                 |
| --------------------------- | ---------------------- | ------------------------ | ------------------------- |
| Simples feminino – 1ª fase  | Coco Gauff [3]         | Sofia Kenin              | 6–3, 6–3                  |
| Simples masculino – 1ª fase | Jannik Sinner [1]      | Nicolás Jarry            | 7–62, 7–65, 6–1           |
| Simples masculino – 1ª fase | Novak Djokovic [7]     | Nishesh Basavareddy [WC] | 4–6, 6–3, 6–4, 6–2        |
| Simples feminino – 1ª fase  | Naomi Osaka            | Caroline Garcia          | 6–3, 3–6, 6–3             |
| Margaret Court Arena        |                        |                          |                           |
| Evento                      | Vencedor(a)/(es/as)    | Derrotado(a)/(os/as)     | Resultado                 |
| Simples feminino – 1ª fase  | Ajla Tomljanović [WC]  | Ashlyn Krueger           | 6–4, 4–6, 6–4             |
| Simples masculino – 1ª fase | Jordan Thompson [27]   | Dominik Koepfer [Q]      | 7–63, 6–4, 4–6, 6–3       |
| Simples masculino – 1ª fase | Carlos Alcaraz [3]     | Alexander Shevchenko     | 6–1, 7–5, 6–1             |
| Simples feminino – 1ª fase  | Danielle Collins [10]  | Daria Snigur [Q]         | 7–64, 6–3                 |
| John Cain Arena             |                        |                          |                           |
| Evento                      | Vencedor(a)/(es/as)    | Derrotado(a)/(os/as)     | Resultado                 |
| Simples masculino – 1ª fase | Alex Michelsen         | Stefanos Tsitsipas [11]  | 7–5, 6–3, 2–6, 6–4        |
| Simples feminino – 1ª fase  | Iga Świątek [2]        | Kateřina Siniaková       | 6–3, 6–4                  |
| Simples feminino – 1ª fase  | Jessica Pegula [7]     | Maya Joint [WC]          | 6–3, 6–0                  |
| Simples masculino – 1ª fase | Jacob Fearnley         | Nick Kyrgios [PR]        | 7–63, 6–3, 7–62           |
| Kia Arena                   |                        |                          |                           |
| Evento                      | Vencedor(a)/(es/as)    | Derrotado(a)/(os/as)     | Resultado                 |
| Simples feminino – 1ª fase  | Diana Shnaider [12]    | Elisabetta Cocciaretto   | 7–64, 6–4                 |
| Simples feminino – 1ª fase  | Lucia Bronzetti        | Victoria Azarenka [21]   | 6–2, 7–62                 |
| Simples masculino – 1ª fase | Thanasi Kokkinakis     | Roman Safiullin          | 3–6, 6–3, 6–3, 7–65       |
| Simples masculino – 1ª fase | Tommy Paul [12]        | Christopher O'Connell    | 2–6, 6–3, 6–1, 56–7, 7–5  |
| 1573 Arena                  |                        |                          |                           |
| Evento                      | Vencedor(a)/(es/as)    | Derrotado(a)/(os/as)     | Resultado                 |
| Simples masculino – 1ª fase | Frances Tiafoe [17]    | Arthur Rinderknech       | 7–62, 6–3, 4–6, 46–7, 6–3 |
| Simples feminino – 1ª fase  | Belinda Bencic [PR]    | Jeļena Ostapenko [16]    | 6–3, 7–66                 |
| Simples feminino – 1ª fase  | Marta Kostyuk [17]     | Nao Hibino [Q]           | 3–6, 6–3, 6–1             |
| Simples masculino – 1ª fase | Francesco Passaro [LL] | Grigor Dimitrov [10]     | 7–5, 2–1, ab.             |

### Nota
1. ↑  Este jogo foi programado para a Kia Arena em 12 de janeiro, mas acabou adiado para o dia seguinte, devido ao longo atraso causado pela chuva. Entrou na 1573 Arena no lugar de Kalinina vs. Jabeur, que foi adiado para 14 de janeiro.

## Dia 3 (14 de janeiro)
- Cabeças de chave eliminados:
  - Simples masculino:   Andrey Rublev [9],  Alexei Popyrin [25],  Giovanni Mpetshi Perricard [30],  Flavio Cobolli [32]
  - Simples feminino:  Ekaterina Alexandrova [26],  Maria Sakkari [31]
  - Duplas masculinas:  Nicolás Barrientos /  Rohan Bopanna [14]

Ordem dos jogos:
| Rod Laver Arena             | Rod Laver Arena          | Rod Laver Arena         | Rod Laver Arena         |
| Evento                      | Vencedor(a)/(es/as)      | Derrotado(a)/(os/as)    | Resultado               |
| --------------------------- | ------------------------ | ----------------------- | ----------------------- |
| Simples feminino – 1ª fase  | Emma Navarro [8]         | Peyton Stearns          | 56–7, 7–65, 7–5         |
| Simples masculino – 1ª fase | Daniil Medvedev [5]      | Kasidit Samrej [WC]     | 6–2, 4–6, 3–6, 6–1, 6–2 |
| Simples masculino – 1ª fase | Alex de Minaur [8]       | Botic van de Zandschulp | 6–1, 7–5, 6–4           |
| Simples feminino – 1ª fase  | Veronika Kudermetova     | Olivia Gadecki          | 6–1, 6–1                |
| Margaret Court Arena        |                          |                         |                         |
| Evento                      | Vencedor(a)/(es/as)      | Derrotado(a)/(os/as)    | Resultado               |
| Simples masculino – 1ª fase | Holger Rune [13]         | Zhang Zhizhen           | 4–6, 6–3, 6–4, 3–6, 6–4 |
| Simples feminino – 1ª fase  | Elena Rybakina [6]       | Emerson Jones [WC]      | 6–1, 6–1                |
| Simples feminino – 1ª fase  | Jasmine Paolini [4]      | Wei Sijia [Q]           | 6–0, 6–4                |
| Simples masculino – 1ª fase | João Fonseca [Q]         | Andrey Rublev [9]       | 7–61, 6–3, 7–65         |
| John Cain Arena             |                          |                         |                         |
| Evento                      | Vencedor(a)/(es/as)      | Derrotado(a)/(os/as)    | Resultado               |
| Simples feminino – 1ª fase  | Daria Kasatkina [9]      | Viktoriya Tomova        | 6–1, 6–3                |
| Simples masculino – 1ª fase | Taylor Fritz [4]         | Jenson Brooksby [PR]    | 6–2, 6–0, 6–3           |
| Simples feminino – 1ª fase  | Madison Keys [19]        | Ann Li                  | 6–4, 7–5                |
| Simples masculino – 1ª fase | Corentin Moutet          | Alexei Popyrin [25]     | 4–6, 6–3, 6–4, 6–4      |
| Kia Arena                   |                          |                         |                         |
| Evento                      | Vencedor(a)/(es/as)      | Derrotado(a)/(os/as)    | Resultado               |
| Simples masculino – 1ª fase | Matteo Berrettini        | Cameron Norrie          | 46–7, 6–4, 6–1, 6–3     |
| Simples feminino – 1ª fase  | Eva Lys [LL]             | Kimberly Birrell [Q]    | 6–2, 6–2                |
| Simples masculino – 1ª fase | Lorenzo Musetti [16]     | Matteo Arnaldi          | 7–64, 4–6, 7–65, 6–3    |
| Simples feminino – 1ª fase  | Katie Boulter [22]       | Rebecca Marino          | 6–4, 3–6, 7–5           |
| 1573 Arena                  |                          |                         |                         |
| Evento                      | Vencedor(a)/(es/as)      | Derrotado(a)/(os/as)    | Resultado               |
| Simples feminino – 1ª fase  | Beatriz Haddad Maia [15] | Julia Riera [Q]         | 4–6, 7–5, 6–2           |
| Simples masculino – 1ª fase | Hubert Hurkacz [18]      | Tallon Griekspoor       | 7–5, 6–4, 6–4           |
| Simples masculino – 1ª fase | Ben Shelton [21]         | Brandon Nakashima       | 7–6(7–3), 7–5, 7–5      |
| Simples feminino – 1ª fase  | Ons Jabeur               | Anhelina Kalinina       | 6–3, 6–3                |

## Dia 4 (15 de janeiro)
- Cabeças de chave eliminados:
  - Simples masculino:  Casper Ruud [6],  Sebastian Korda [22],  Jordan Thompson [27],  Félix Auger-Aliassime [29]
  - Simples feminino:  Zheng Qinwen [5],  Karolína Muchová [20],  Liudmila Samsonova [25]
  - Duplas femininas:  Anna Danilina /  Irina Khromacheva [8]

Ordem dos jogos:
| Rod Laver Arena             | Rod Laver Arena                       | Rod Laver Arena                   | Rod Laver Arena            |
| Evento                      | Vencedor(a)/(es/as)                   | Derrotado(a)/(os/as)              | Resultado                  |
| --------------------------- | ------------------------------------- | --------------------------------- | -------------------------- |
| Simples feminino – 2ª fase  | Aryna Sabalenka [1]                   | Jéssica Bouzas Maneiro            | 6–3, 7–5                   |
| Simples masculino – 2ª fase | Novak Djokovic [7]                    | Jaime Faria [Q]                   | 6–1, 46–7, 6–3, 6–2        |
| Simples feminino – 2ª fase  | Coco Gauff [3]                        | Jodie Burrage [PR]                | 6–3, 7–5                   |
| Simples masculino – 2ª fase | Alexander Zverev [2]                  | Pedro Martínez                    | 6–1, 6–4, 6–1              |
| Margaret Court Arena        |                                       |                                   |                            |
| Evento                      | Vencedor(a)/(es/as)                   | Derrotado(a)/(os/as)              | Resultado                  |
| Simples feminino – 2ª fase  | Jessica Pegula [7]                    | Elise Mertens                     | 6–4, 6–2                   |
| Simples masculino – 2ª fase | Carlos Alcaraz [3]                    | Yoshihito Nishioka                | 6–0, 6–1, 6–4              |
| Duplas masculinas – 2ª fase | Marc Polmans [WC] Matthew Romios [WC] | Arthur Rinderknech Manuel Guinard | 7–62, 3–6, 6–3             |
| Simples masculino – 2ª fase | Jakub Menšík                          | Casper Ruud [6]                   | 6–2, 3–6, 6–1, 6–4         |
| Simples feminino – 2ª fase  | Paula Badosa [11]                     | Talia Gibson [WC]                 | 6–1, 6–0                   |
| John Cain Arena             |                                       |                                   |                            |
| Evento                      | Vencedor(a)/(es/as)                   | Derrotado(a)/(os/as)              | Resultado                  |
| Simples feminino – 2ª fase  | Laura Siegemund                       | Zheng Qinwen [5]                  | 7–63, 6–3                  |
| Simples masculino – 2ª fase | Nuno Borges                           | Jordan Thompson [27]              | 6–3, 6–2, 6–4              |
| Simples feminino – 2ª fase  | Diana Shnaider [12]                   | Ajla Tomljanović [WC]             | 6–4, 7–5                   |
| Simples masculino – 2ª fase | Jack Draper [15]                      | Thanasi Kokkinakis                | 36–7, 6–3, 3–6, 7–5, 6–3   |
| Kia Arena                   |                                       |                                   |                            |
| Evento                      | Vencedor(a)/(es/as)                   | Derrotado(a)/(os/as)              | Resultado                  |
| Simples feminino – 2ª fase  | Olga Danilović                        | Liudmila Samsonova [25]           | 6–1, 6–2                   |
| Simples feminino – 2ª fase  | Naomi Osaka                           | Karolína Muchová [20]             | 1–6, 6–1, 6–3              |
| Simples masculino – 2ª fase | Aleksandar Vukic                      | Sebastian Korda [22]              | 6–4, 3–6, 2–6, 6–3, 7–5    |
| 1573 Arena                  |                                       |                                   |                            |
| Evento                      | Vencedor(a)/(es/as)                   | Derrotado(a)/(os/as)              | Resultado                  |
| Simples masculino – 2ª fase | Tomáš Macháč [26]                     | Reilly Opelka [PR]                | 3–6, 7–61, 56–7, 7–64, 6–4 |
| Simples feminino – 2ª fase  | Anastasia Pavlyuchenkova [27]         | Anastasia Potapova                | 7–62, 2–6, 6–2             |
| Simples masculino – 2ª fase | Tommy Paul [12]                       | Kei Nishikori [PR]                | 36–7, 6–0, 6–3, 6–1        |

## Dia 5 (16 de janeiro)
- Cabeças de chave eliminados:
  - Simples masculino:  Daniil Medvedev [5],  Frances Tiafoe [17],  Hubert Hurkacz [18]
  - Simples feminino:  Katie Boulter [22]
  - Duplas masculinas:  Nikola Mektić /  Michael Venus [5],  Máximo González /  Andrés Molteni [8]
  - Duplas femininas:  Marie Bouzková /  Bethanie Mattek-Sands [14]

Ordem dos jogos:
| Rod Laver Arena             | Rod Laver Arena                  | Rod Laver Arena                           | Rod Laver Arena                 |
| Evento                      | Vencedor(a)/(es/as)              | Derrotado(a)/(os/as)                      | Resultado                       |
| --------------------------- | -------------------------------- | ----------------------------------------- | ------------------------------- |
| Simples feminino – 2ª fase  | Iga Świątek [2]                  | Rebecca Šramková                          | 6–0, 6–2                        |
| Simples masculino – 2ª fase | Alex de Minaur [8]               | Tristan Boyer [Q]                         | 6–2, 6–4, 6–3                   |
| Simples masculino – 2ª fase | Jannik Sinner [1]                | Tristan Schoolkate [WC]                   | 4–6, 6–4, 6–1, 6–3              |
| Simples feminino – 2ª fase  | Jasmine Paolini [4]              | Renata Zarazúa                            | 6–2, 6–3                        |
| Margaret Court Arena        |                                  |                                           |                                 |
| Evento                      | Vencedor(a)/(es/as)              | Derrotado(a)/(os/as)                      | Resultado                       |
| Simples feminino – 2ª fase  | Emma Navarro [8]                 | Wang Xiyu                                 | 6–3, 3–6, 6–4                   |
| Simples masculino – 2ª fase | Taylor Fritz [4]                 | Cristian Garín [Q]                        | 6–2, 6–1, 6–0                   |
| Simples feminino – 2ª fase  | Madison Keys [19]                | Elena-Gabriela Ruse [Q]                   | 7–61, 2–6, 7–5                  |
| Simples masculino – 2ª fase | Learner Tien [Q]                 | Daniil Medvedev [5]                       | 6–3, 7–64, 86–7, 1–6, 7–6(10–7) |
| John Cain Arena             |                                  |                                           |                                 |
| Evento                      | Vencedor(a)/(es/as)              | Derrotado(a)/(os/as)                      | Resultado                       |
| Simples masculino – 2ª fase | Miomir Kecmanović                | Hubert Hurkacz [18]                       | 6–4, 6–4, 6–2                   |
| Simples feminino – 2ª fase  | Elena Rybakina [6]               | Iva Jovic [WC]                            | 6–0, 6–3                        |
| Simples masculino – 2ª fase | Holger Rune [13]                 | Matteo Berrettini                         | 7–63, 2–6, 6–3, 7–66            |
| Duplas masculinas – 1ª fase | James Duckworth Aleksandar Vukic | Thanasi Kokkinakis [PR] Nick Kyrgios [PR] | 7–5, 3–2, ab.                   |
| Kia Arena                   |                                  |                                           |                                 |
| Evento                      | Vencedor(a)/(es/as)              | Derrotado(a)/(os/as)                      | Resultado                       |
| Simples feminino – 2ª fase  | Emma Raducanu                    | Amanda Anisimova                          | 6–3, 7–5                        |
| Simples masculino – 2ª fase | Ben Shelton [21]                 | Pablo Carreño Busta [PR]                  | 6–3, 6–3, 46–7, 6–4             |
| Simples masculino – 2ª fase | Fábián Marozsán                  | Frances Tiafoe [17]                       | 36–7, 6–4, 3–6, 6–4, 6–1        |
| Simples feminino – 2ª fase  | Danielle Collins [10]            | Destanee Aiava [Q]                        | 7–64, 4–6, 6–2                  |
| 1573 Arena                  |                                  |                                           |                                 |
| Evento                      | Vencedor(a)/(es/as)              | Derrotado(a)/(os/as)                      | Resultado                       |
| Simples feminino – 2ª fase  | Daria Kasatkina [9]              | Wang Yafan                                | 6–2, 6–0                        |
| Simples masculino – 2ª fase | Gaël Monfils                     | Daniel Altmaier                           | 7–5, 6–3, 7–63                  |
| Simples feminino – 2ª fase  | Beatriz Haddad Maia [15]         | Erika Andreeva                            | 6–2, 6–3                        |
| Simples masculino – 2ª fase | Lorenzo Sonego                   | João Fonseca [Q]                          | 66–7, 6–3, 6–1, 3–6, 6–3        |

## Dia 6 (17 de janeiro)
- Cabeças de chave eliminados:
  - Simples masculino:  Arthur Fils [20],  Tomáš Macháč [26]
  - Simples feminino:  Jessica Pegula [7],  Diana Shnaider [12],  Marta Kostyuk [17],  Magdalena Fręch [23],  Leylah Fernandez [30]
  - Duplas masculinas:  Matthew Ebden /  Joran Vliegen [9],  Jamie Murray /  John Peers [12]
  - Duplas femininas:  Sofia Kenin /  Monica Niculescu[10]
  - Duplas mistas:  Desirae Krawczyk /  Neal Skupski [5]

Ordem dos jogos:
| Rod Laver Arena             | Rod Laver Arena                            | Rod Laver Arena                          | Rod Laver Arena                |
| Evento                      | Vencedor(a)/(es/as)                        | Derrotado(a)/(os/as)                     | Resultado                      |
| --------------------------- | ------------------------------------------ | ---------------------------------------- | ------------------------------ |
| Simples feminino – 3ª fase  | Aryna Sabalenka [1]                        | Clara Tauson                             | 7–65, 6–4                      |
| Simples masculino – 3ª fase | Carlos Alcaraz [3]                         | Nuno Borges                              | 6–2, 6–4, 36–7, 6–2            |
| Simples masculino – 3ª fase | Novak Djokovic [7]                         | Tomáš Macháč [26]                        | 6–1, 6–4, 6–4                  |
| Simples feminino – 3ª fase  | Olga Danilović                             | Jessica Pegula [7]                       | 7–63, 6–1                      |
| Margaret Court Arena        |                                            |                                          |                                |
| Evento                      | Vencedor(a)/(es/as)                        | Derrotado(a)/(os/as)                     | Resultado                      |
| Simples feminino – 3ª fase  | Donna Vekić [18]                           | Diana Shnaider [12]                      | 7–64, 36–7, 7–5                |
| Simples masculino – 3ª fase | Alexander Zverev [2]                       | Jacob Fearnley                           | 6–3, 6–4, 6–4                  |
| Simples feminino – 3ª fase  | Coco Gauff [3]                             | Leylah Fernandez [30]                    | 6–4, 6–2                       |
| Simples masculino – 3ª fase | Jack Draper [15]                           | Aleksandar Vukic                         | 6–4, 2–6, 5–7, 7–65, 7–6(10–8) |
| John Cain Arena             |                                            |                                          |                                |
| Evento                      | Vencedor(a)/(es/as)                        | Derrotado(a)/(os/as)                     | Resultado                      |
| Simples feminino – 3ª fase  | Anastasia Pavlyuchenkova [27]              | Laura Siegemund                          | 6–1, 6–2                       |
| Simples masculino – 3ª fase | Tommy Paul [12]                            | Roberto Carballés Baena                  | 7–60, 6–2, 6–0                 |
| Simples feminino – 3ª fase  | Belinda Bencic [PR]                        | Naomi Osaka                              | 7–63, , ab.                    |
| Simples masculino – 3ª fase | Ugo Humbert [14]                           | Arthur Fils [20]                         | 4–6, 7–5, 6–4, 1–0, ab.        |
| Kia Arena                   |                                            |                                          |                                |
| Evento                      | Vencedor(a)/(es/as)                        | Derrotado(a)/(os/as)                     | Resultado                      |
| Duplas masculinas – 1ª fase | Austin Krajicek Rajeev Ram                 | Matthew Ebden [9] Joran Vliegen [9]      | 6–1, 6–4                       |
| Simples feminino – 3ª fase  | Paula Badosa [11]                          | Marta Kostyuk [17]                       | 6–4, 4–6, 6–3                  |
| Simples masculino – 3ª fase | Alejandro Davidovich Fokina                | Jakub Menšík                             | 3–6, 4–6, 7–67, 6–4, 6–2       |
| Simples masculino – 3ª fase | Jiří Lehečka [24]                          | Benjamin Bonzi                           | 6–2, 6–3, 6–3                  |
| 1573 Arena                  |                                            |                                          |                                |
| Evento                      | Vencedor(a)/(es/as)                        | Derrotado(a)/(os/as)                     | Resultado                      |
| Duplas femininas – 2ª fase  | Kateřina Siniaková [1] Taylor Townsend [1] | Shuko Aoyama Eri Hozumi                  | 7–64, 6–2                      |
| Duplas masculinas – 2ª fase | Tallon Griekspoor Botic van de Zandschulp  | Jamie Murray [12] John Peers [12]        | 7–5, 6–2                       |
| Simples feminino – 3ª fase  | Mirra Andreeva [14]                        | Magdalena Fręch [23]                     | 6–2, 1–6, 6–2                  |
| Duplas femininas – 1ª fase  | Marta Kostyuk Elena-Gabriela Ruse          | Destanee Aiava [WC] Maddison Inglis [WC] | 6–4, 7–62                      |
| Duplas mistas – 1ª fase     | Irina Khromacheva Jackson Withrow          | Daria Saville [WC] Luke Saville [WC]     | 6–4, 6–0                       |

## Dia 7 (18 de janeiro)
- Cabeças de chave eliminados:
  - Simples masculino:  Taylor Fritz [4],  Lorenzo Musetti [16],  Karen Khachanov [19],  Francisco Cerúndolo [31]
  - Simples feminino:  Jasmine Paolini [4],  Danielle Collins [10],  Beatriz Haddad Maia [15],  Yulia Putintseva [24],  Dayana Yastremska [32]
  - Duplas masculinas:  Nathaniel Lammons /  Jackson Withrow [7],  Joe Salisbury /  Neal Skupski [10]
  - Duplas femininas:  Elise Mertens /  Ellen Perez [6]

Ordem dos jogos:
| Rod Laver Arena             | Rod Laver Arena                           | Rod Laver Arena                          | Rod Laver Arena          |
| Evento                      | Vencedor(a)/(es/as)                       | Derrotado(a)/(os/as)                     | Resultado                |
| --------------------------- | ----------------------------------------- | ---------------------------------------- | ------------------------ |
| Simples feminino – 3ª fase  | Iga Świątek [2]                           | Emma Raducanu                            | 6–1, 6–0                 |
| Simples masculino – 3ª fase | Alex de Minaur [8]                        | Francisco Cerúndolo [31]                 | 5–7, 7–63, 6–3, 6–3      |
| Simples masculino – 3ª fase | Jannik Sinner [1]                         | Marcos Giron                             | 6–3, 6–4, 6–2            |
| Simples feminino – 3ª fase  | Madison Keys [19]                         | Danielle Collins [10]                    | 6–4, 6–4                 |
| Margaret Court Arena        |                                           |                                          |                          |
| Evento                      | Vencedor(a)/(es/as)                       | Derrotado(a)/(os/as)                     | Resultado                |
| Simples feminino – 3ª fase  | Emma Navarro [8]                          | Ons Jabeur                               | 6–4, 3–6, 6–4            |
| Simples masculino – 3ª fase | Gaël Monfils                              | Taylor Fritz [4]                         | 3–6, 7–5, 7–61, 6–4      |
| Simples feminino – 3ª fase  | Elina Svitolina [28]                      | Jasmine Paolini [4]                      | 2–6, 6–4, 6–0            |
| Simples masculino – 3ª fase | Holger Rune [13]                          | Miomir Kecmanović                        | 56–7, 6–3, 4–6, 6–4, 6–4 |
| John Cain Arena             |                                           |                                          |                          |
| Evento                      | Vencedor(a)/(es/as)                       | Derrotado(a)/(os/as)                     | Resultado                |
| Simples masculino – 3ª fase | Alex Michelsen                            | Karen Khachanov [19]                     | 6–3, 7–65, 6–2           |
| Simples feminino – 3ª fase  | Elena Rybakina [6]                        | Dayana Yastremska [32]                   | 6–3, 6–4                 |
| Simples masculino – 3ª fase | Ben Shelton [21]                          | Lorenzo Musetti [16]                     | 6–3, 3–6, 6–4, 7–65      |
| Kia Arena                   |                                           |                                          |                          |
| Evento                      | Vencedor(a)/(es/as)                       | Derrotado(a)/(os/as)                     | Resultado                |
| Duplas masculinas – 2ª fase | Michaëlla Krajicek Rajeev Ram             | Tristan Schoolkate [WC] Adam Walton [WC] | 7–5, 6–1                 |
| Simples feminino – 3ª fase  | Daria Kasatkina [9]                       | Yulia Putintseva [24]                    | 7–5, 6–1                 |
| Simples masculino – 3ª fase | Learner Tien [Q]                          | Corentin Moutet                          | 7–610, 6–3, 6–3          |
| Duplas mistas – 1ª fase     | Taylor Townsend [4] Hugo Nys [4]          | Maddison Inglis [WC] Jason Kubler [WC]   | 6–1, 7–5                 |
| Duplas mistas – 1ª fase     | Erin Routliffe [2] Michael Venus [2]      | Jeļena Ostapenko Joe Salisbury           | 3–6, 6–3, [10–1]         |
| 1573 Arena                  |                                           |                                          |                          |
| Evento                      | Vencedor(a)/(es/as)                       | Derrotado(a)/(os/as)                     | Resultado                |
| Duplas masculinas – 2ª fase | Hugo Nys [15] Édouard Roger-Vasselin [15] | Ivan Dodig Skander Mansouri              | 46–7, 6–3, 7–5           |
| Duplas femininas – 2ª fase  | Marta Kostyuk Elena-Gabriela Ruse         | Elise Mertens [6] Ellen Perez [6]        | 6–4, 6–4                 |
| Simples feminino – 3ª fase  | Veronika Kudermetova                      | Beatriz Haddad Maia [15]                 | 6–4, 6–2                 |
| Duplas masculinas – 2ª fase | Luke Saville [WC] Li Tu [WC]              | James Duckworth Aleksandar Vukic         | 6–1, 7–5                 |
| Duplas masculinas – 2ª fase | Tomáš Macháč Zhang Zhizhen                | Jakob Schnaitter Mark Wallner            | 5–7, 6–4, 6–4            |

## Dia 8 (19 de janeiro)
- Cabeças de chave eliminados:
  - Simples masculino:  Ugo Humbert [14],  Jack Draper [15],  Jiří Lehečka [24]
  - Simples feminino:  Mirra Andreeva [14],  Donna Vekić [18]
  - Duplas masculinas:  Sadio Doumbia /  Fabien Reboul [16]
  - Duplas femininas:  Sara Errani /  Jasmine Paolini [4],  Asia Muhammad /  Demi Schuurs [7],  Veronika Kudermetova /  Ena Shibahara [11],  Guo Hanyu /  Alexandra Panova [12],  Tímea Babos /  Nicole Melichar-Martinez [13]
  - Duplas mistas:  Sara Errani /  Andrea Vavassori [1],  Taylor Townsend /  Hugo Nys [4],  Demi Schuurs /  Tim Pütz [7]

Ordem dos jogos:
| Rod Laver Arena                    | Rod Laver Arena                               | Rod Laver Arena                               | Rod Laver Arena     |
| Evento                             | Vencedor(a)/(es/as)                           | Derrotado(a)/(os/as)                          | Resultado           |
| ---------------------------------- | --------------------------------------------- | --------------------------------------------- | ------------------- |
| Simples feminino – 4ª fase         | Aryna Sabalenka [1]                           | Mirra Andreeva [14]                           | 6–1, 6–2            |
| Simples feminino – 4ª fase         | Coco Gauff [3]                                | Belinda Bencic [PR]                           | 5–7, 6–2, 6–1       |
| Simples masculino – 4ª fase        | Carlos Alcaraz [3]                            | Jack Draper [15]                              | 7–5, 6–1, ab.       |
| Simples masculino – 4ª fase        | Novak Djokovic [7]                            | Jiří Lehečka [24]                             | 6–3, 6–4, 7–64      |
| Duplas masculinas – 3ª fase        | André Göransson Sem Verbeek                   | Luke Saville [WC] Li Tu [WC]                  | 6–4, 6–3            |
| Margaret Court Arena               |                                               |                                               |                     |
| Evento                             | Vencedor(a)/(es/as)                           | Derrotado(a)/(os/as)                          | Resultado           |
| Duplas masculinas – 3ª fase        | Simone Bolelli [3] Andrea Vavassori [3]       | Pedro Martínez Jaume Munar                    | 6–3, 7–66           |
| Simples feminino – 4ª fase         | Paula Badosa [11]                             | Olga Danilović                                | 6–1, 7–62           |
| Simples masculino – 4ª fase        | Tommy Paul [12]                               | Alejandro Davidovich Fokina                   | 6–1, 6–1, 6–1       |
| Duplas mistas – 2ª fase            | Kimberly Birrell [WC] John-Patrick Smith [WC] | Demi Schuurs [7] Tim Pütz [7]                 | 6–3, 5–7, [10–8]    |
| John Cain Arena                    |                                               |                                               |                     |
| Evento                             | Vencedor(a)/(es/as)                           | Derrotado(a)/(os/as)                          | Resultado           |
| Duplas masculinas – 3ª fase        | Nuno Borges Francisco Cabral                  | Tallon Griekspoor Botic van de Zandschulp     | 7–65, 3–6, 6–3      |
| Simples feminino – 4ª fase         | Anastasia Pavlyuchenkova [27]                 | Donna Vekić [18]                              | 7–60, 6–0           |
| Duplas femininas – 2ª fase         | Mirra Andreeva Diana Shnaider                 | Sara Errani [4] Jasmine Paolini [4]           | 7–5, 7–5            |
| Simples masculino – 4ª fase        | Alexander Zverev [2]                          | Ugo Humbert [14]                              | 6–1, 2–6, 6–3, 6–2  |
| Kia Arena                          |                                               |                                               |                     |
| Evento                             | Vencedor(a)/(es/as)                           | Derrotado(a)/(os/as)                          | Resultado           |
| Duplas femininas – 3ª fase         | Marta Kostyuk Elena-Gabriela Ruse             | Guo Hanyu [12] Alexandra Panova [12]          | 7–5, 4–6, 7–6(10–6) |
| Duplas femininas – 2ª fase         | Wang Xinyu Zheng Saisai                       | Veronika Kudermetova [11] Ena Shibahara [11]  | 6–1, 7–5            |
| Duplas mistas – 2ª fase            | Zhang Shuai Rohan Bopanna                     | Taylor Townsend [4] Hugo Nys [4]              | w.o.                |
| Duplas mistas – 2ª fase            | Asia Muhammad [8] Andrés Molteni [8]          | Anna Danilina Harri Heliövaara                | 6–1, 4–6, [11–9]    |
| Duplas masculinas – 3ª fase        | Marcelo Arévalo [1] Mate Pavić [1]            | Sadio Doumbia [16] Fabien Reboul [16]         | 6–4, 7–65           |
| 1573 Arena                         |                                               |                                               |                     |
| Evento                             | Vencedor(a)/(es/as)                           | Derrotado(a)/(os/as)                          | Resultado           |
| Simples feminino juvenil – 1ª fase | Tahlia Kokkinis [WC]                          | Rositsa Dencheva [10]                         | 6–3, 6–2            |
| Duplas femininas – 2ª fase         | Beatriz Haddad Maia [15] Laura Siegemund [15] | Lucia Bronzetti Anhelina Kalinina             | 6–0, 7–65           |
| Duplas femininas – 3ª fase         | Hsieh Su-wei [3] Jeļena Ostapenko [3]         | Tímea Babos [13] Nicole Melichar-Martinez [3] | 6–4, 6–3            |
| Duplas mistas – 2ª fase            | Olivia Nicholls Henry Patten                  | Sara Errani [1] Andrea Vavassori [1]          | 6–3, 6–4            |

## Dia 9 (20 de janeiro)
- Cabeças de chave eliminados:
  - Simples masculino:  Holger Rune [13]
  - Simples feminino:  Elena Rybakina [6],  Daria Kasatkina [9]
  - Duplas masculinas:  Sander Gillé /  Jan Zieliński [13]
  - Duplas femininas:  Chan Hao-ching /  Lyudmyla Kichenok [5],  Beatriz Haddad Maia /  Laura Siegemund [15],  Leylah Fernandez /  Nadiia Kichenok [16]
  - Duplas mistas:  Hsieh Su-wei /  Jan Zieliński [6]

Ordem dos jogos:
| Rod Laver Arena                    | Rod Laver Arena                            | Rod Laver Arena                               | Rod Laver Arena            |
| Evento                             | Vencedor(a)/(es/as)                        | Derrotado(a)/(os/as)                          | Resultado                  |
| ---------------------------------- | ------------------------------------------ | --------------------------------------------- | -------------------------- |
| Simples feminino – 4ª fase         | Elina Svitolina [28]                       | Veronika Kudermetova                          | 6–4, 6–1                   |
| Simples masculino – 4ª fase        | Jannik Sinner [1]                          | Holger Rune [13]                              | 6–3, 3–6, 6–3, 6–2         |
| Simples feminino – 4ª fase         | Iga Świątek [2]                            | Eva Lys [LL]                                  | 6–0, 6–1                   |
| Simples masculino – 4ª fase        | Alex de Minaur [8]                         | Alex Michelsen                                | 6–0, 7–65, 6–3             |
| Margaret Court Arena               |                                            |                                               |                            |
| Evento                             | Vencedor(a)/(es/as)                        | Derrotado(a)/(os/as)                          | Resultado                  |
| Duplas femininas – 3ª fase         | Gabriela Dabrowski [2] Erin Routliffe [2]  | Beatriz Haddad Maia [15] Laura Siegemund [15] | 56–7, 6–3, 6–4             |
| Simples feminino – 4ª fase         | Madison Keys [19]                          | Elena Rybakina [6]                            | 6–3, 1–6, 6–3              |
| Simples masculino – 4ª fase        | Ben Shelton [21]                           | Gaël Monfils                                  | 7–63, 36–7, 7–62, 1–0, ab. |
| Duplas mistas – 2ª fase            | Olivia Gadecki [WC] John Peers [WC]        | Tímea Babos Marcelo Arévalo                   | 6–4, 6–4                   |
| John Cain Arena                    |                                            |                                               |                            |
| Evento                             | Vencedor(a)/(es/as)                        | Derrotado(a)/(os/as)                          | Resultado                  |
| Duplas masculinas – 3ª fase        | Hugo Nys [15] Édouard Roger-Vasselin [15]  | Tomáš Macháč Zhang Zhizhen                    | 6–3, 3–6, 6–3              |
| Duplas femininas – 3ª fase         | Kristina Mladenovic [9] Zhang Shuai [9]    | Chan Hao-ching [5] Lyudmyla Kichenok [5]      | 7–63, 6–2                  |
| Simples masculino – 4ª fase        | Lorenzo Sonego                             | Learner Tien [Q]                              | 6–3, 6–2, 3–6, 6–1         |
| Simples feminino – 4ª fase         | Emma Navarro [8]                           | Daria Kasatkina [9]                           | 6–4, 5–7, 7–5              |
| Kia Arena                          |                                            |                                               |                            |
| Evento                             | Vencedor(a)/(es/as)                        | Derrotado(a)/(os/as)                          | Resultado                  |
| Duplas femininas – 3ª fase         | Kateřina Siniaková [1] Taylor Townsend [1] | Leylah Fernandez [16] Nadiia Kichenok [16]    | 6–3, 6–0                   |
| Duplas masculinas – 3ª fase        | Julian Cash [11] Lloyd Glasspool [11]      | Ariel Behar Robert Galloway                   | 6–3, 3–6, 7–6(11–9)        |
| Duplas femininas – 3ª fase         | Mirra Andreeva Diana Shnaider              | Kimberly Birrell [WC] Olivia Gadecki [WC]     | 6–3, 6–2                   |
| Duplas mistas – 2ª fase            | Erin Routliffe [2] Michael Venus [2]       | Alexandra Panova Lloyd Glasspool              | w.o.                       |
| Duplas femininas – 3ª fase         | Kamilla Rakhimova Sara Sorribes Tormo      | Wang Xinyu Zheng Saisai                       | 3–6, 6–3, 7–6(10–8)        |
| 1573 Arena                         |                                            |                                               |                            |
| Evento                             | Vencedor(a)/(es/as)                        | Derrotado(a)/(os/as)                          | Resultado                  |
| Simples feminino juvenil – 2ª fase | Alena Kovačková [12]                       | AUS}} Renee Alame                             | 6–4, 6–4                   |
| Duplas masculinas – 3ª fase        | Kevin Krawietz [4] Tim Pütz [4]            | Sander Gillé [13] Jan Zieliński [13]          | 46–7, 6–4, 6–4             |
| Duplas masculinas – 3ª fase        | Harri Heliövaara [6] Henry Patten [6]      | Austin Krajicek Rajeev Ram                    | 6–3, 7–66                  |
| Duplas mistas – 2ª fase            | Irina Khromacheva Jackson Withrow          | Hsieh Su-wei [6] Jan Zieliński [6]            | 6–4, 6–4                   |
| Duplas mistas – 2ª fase            | Ellen Perez [3] Kevin Krawietz [3]         | Priscilla Hon [WC] Alex Bolt [WC]             | 7–5, 6–4                   |

## Dia 10 (21 de janeiro)
- Cabeças de chave eliminados:
  - Simples masculino:  Carlos Alcaraz [3],  Tommy Paul [12]
  - Simples feminino:  Coco Gauff [3],  Anastasia Pavlyuchenkova [27]
  - Duplas masculinas:  Marcelo Arévalo /  Mate Pavić [1]
  - Duplas mistas:  Ellen Perez /  Kevin Krawietz [3],  Asia Muhammad /  Andrés Molteni [8]

Ordem dos jogos:
| Rod Laver Arena                       | Rod Laver Arena                               | Rod Laver Arena                      | Rod Laver Arena      |
| Evento                                | Vencedor(a)/(es/as)                           | Derrotado(a)/(os/as)                 | Resultado            |
| ------------------------------------- | --------------------------------------------- | ------------------------------------ | -------------------- |
| Simples feminino – Quartas de final   | Paula Badosa [11]                             | Coco Gauff [3]                       | 7–5, 6–4             |
| Simples masculino – Quartas de final  | Alexander Zverev [2]                          | Tommy Paul [12]                      | 7–61, 7–60, 2–6, 6–1 |
| Simples feminino – Quartas de final   | Aryna Sabalenka [1]                           | Anastasia Pavlyuchenkova [27]        | 6–2, 2–6, 6–3        |
| Simples masculino – Quartas de final  | Novak Djokovic [7]                            | Carlos Alcaraz [3]                   | 4–6, 6–4, 6–3, 6–4   |
| Margaret Court Arena                  |                                               |                                      |                      |
| Evento                                | Vencedor(a)/(es/as)                           | Derrotado(a)/(os/as)                 | Resultado            |
| Duplas femininas – Quartas de final   | Gabriela Dabrowski [2] Erin Routliffe [2]     | Miyu Kato Renata Zarazúa             | 6–3, 6–2             |
| Duplas femininas – Quartas de final   | Hsieh Su-wei [3] Jeļena Ostapenko [3]         | Marta Kostyuk Elena-Gabriela Ruse    | 6–2, 5–7, 7–5        |
| Duplas femininas lendárias – 1ª fase  | Casey Dellacqua Samantha Stosur               | Daniela Hantuchová Andrea Petkovic   | 6–4, 6–3             |
| Duplas mistas – Quartas de final      | Erin Routliffe [2] Michael Venus [2]          | Asia Muhammad [8] Andrés Molteni [8] | 26–7, 6–1, [10–5]    |
| Duplas mistas – Quartas de final      | Kimberly Birrell [WC] John-Patrick Smith [WC] | Ellen Perez [3] Kevin Krawietz [3]   | 6–2, 3–6, [10–6]     |
| Kia Arena                             |                                               |                                      |                      |
| Evento                                | Vencedor(a)/(es/as)                           | Derrotado(a)/(os/as)                 | Resultado            |
| Duplas masculinas lendárias – 1ª fase | Lleyton Hewitt <br Pat Rafter                 | James Blake Tommy Haas               | 6–3, 3–6, [10–8]     |
| Duplas masculinas – Quartas de final  | Simone Bolelli [3] Andrea Vavassori [3]       | Nuno Borges Francisco Cabral         | 6–4, 7–64            |
| Duplas masculinas – Quartas de final  | André Göransson Sem Verbeek                   | Marcelo Arévalo [1] Mate Pavić [1]   | 6–4, 4–6, 6–3        |
| Duplas mistas – Quartas de final      | Olivia Nicholls Henry Patten                  | Irina Khromacheva Jackson Withrow    | 6–2, 6–2             |
| Duplas mistas – Quartas de final      | Olivia Gadecki John Peers                     | Zhang Shuai Rohan Bopanna            | 2–6, 6–4, [11–9]     |
| 1573 Arena                            |                                               |                                      |                      |
| Evento                                | Vencedor(a)/(es/as)                           | Derrotado(a)/(os/as)                 | Resultado            |
| Simples feminino juvenil – 2ª fase    | Hannah Klugman [14]                           | Maia Ilinca Burcescu                 | 6–3, 5–7, 6–2        |
| Simples feminino juvenil – 2ª fase    | Wakana Sonobe [4]                             | Deniz Dilek                          | 6–2, 6–2             |
| Simples masculino juvenil – 2ª fase   | Jagger Leach [11]                             | Gabriele Crivellaro [Q]              | 6–4, 6–4             |
| Simples masculino juvenil – 2ª fase   | Flynn Thomas [11]                             | Yannick Theodor Alexandrescou        | 4–6, 6–4, 6–2        |
| Duplas femininas juvenis – 2ª fase    | Wakana Sonobe [1] Mika Stojsavljevic [1]      | Maya Iyengar Yuliya Perapekhina      | 6–2, 6–2             |

## Dia 11 (22 de janeiro)
- Cabeças de chave eliminados:
  - Simples masculino:  Alex de Minaur [8]
  - Simples feminino:  Emma Navarro [8],  Elina Svitolina [28]
  - Duplas masculinas:  Julian Cash /  Lloyd Glasspool [11],  Hugo Nys /  Édouard Roger-Vasselin [15]
  - Duplas femininas:  Kristina Mladenovic /  Zhang Shuai [9]
  - Duplas mistas:  Erin Routliffe /  Michael Venus [2]

Ordem dos jogos:
| Rod Laver Arena                                  | Rod Laver Arena                               | Rod Laver Arena                           | Rod Laver Arena     |
| Evento                                           | Vencedor(a)/(es/as)                           | Derrotado(a)/(os/as)                      | Resultado           |
| ------------------------------------------------ | --------------------------------------------- | ----------------------------------------- | ------------------- |
| Simples feminino – Quartas de final              | Madison Keys [19]                             | Elina Svitolina [28]                      | 3–6, 6–3, 6–4       |
| Simples feminino – Quartas de final              | Iga Świątek [2]                               | Emma Navarro                              | 6–1, 6–2            |
| Simples masculino – Quartas de final             | Ben Shelton [21]                              | Lorenzo Sonego                            | 6–4, 7–5, 4–6, 7–64 |
| Simples masculino – Quartas de final             | Jannik Sinner [1]                             | Alex de Minaur [8]                        | 6–3, 6–2, 6–1       |
| Duplas masculinas lendárias – 1ª fase            | Lleyton Hewitt Mark Philippoussis             | Marcos Baghdatis James Blake              | 6–3, 7–5            |
| Margaret Court Arena                             |                                               |                                           |                     |
| Evento                                           | Vencedor(a)/(es/as)                           | Derrotado(a)/(os/as)                      | Resultado           |
| Duplas femininas – Quartas de final              | Mirra Andreeva Diana Shnaider                 | Kamilla Rakhimova Sara Sorribes Tormo     | 6–3, 6–0            |
| Duplas masculinas – Quartas de final             | Harri Heliövaara [6] Henry Patten [6]         | Hugo Nys [15] Édouard Roger-Vasselin [15] | 6–3, 7–5            |
| Duplas masculinas – Quartas de final             | Kevin Krawietz [4] Tim Pütz [4]               | Julian Cash [11] Lloyd Glasspool [11]     | 7–69, 7–65          |
| Duplas mistas – Quartas de final                 | Olivia Gadecki [WC] John Peers [WC]           | Erin Routliffe [2] Michael Venus [2]      | 6–4, 6–4            |
| Duplas mistas – Quartas de final                 | Kimberly Birrell [WC] John-Patrick Smith [WC] | Olivia Nicholls Henry Patten              | 7–64, 6–2           |
| Kia Arena                                        |                                               |                                           |                     |
| Evento                                           | Vencedor(a)/(es/as)                           | Derrotado(a)/(os/as)                      | Resultado           |
| Simples tetraplégico – Quartas de final          | Ahmet Kaplan [4]                              | Jin Woodman [WC]                          | 6–2, 6–4            |
| Duplas femininas – Quartas de final              | Kateřina Siniaková [1] Taylor Townsend [1]    | Kristina Mladenovic [9] Zhang Shuai [9]   | 6–1, 7–5            |
| Duplas tetraplégicas – Quartas de final          | Heath Davidson Robert Shaw                    | Diego Pérez David Wagner                  | 6–0, 6–2            |
| Duplas masculinas cadeirantes – Quartas de final | Daniel Caverzaschi Stéphane Houdet            | Gustavo Fernández Joachim Gérard          | 6–4, 7–5            |
| Duplas femininas cadeirantes – Quartas de final  | Yui Kamiji [2] Lucy Shuker [2]                | Macarena Cabrillana Saki Takamuro         | 6–1, 6–0            |
| 1573 Arena                                       |                                               |                                           |                     |
| Evento                                           | Vencedor(a)/(es/as)                           | Derrotado(a)/(os/as)                      | Resultado           |
| Simples feminino juvenil – 3ª fase               | Lilli Tagger                                  | Mingge Xu [9]                             | 6–3, 6–4            |
| Simples masculino juvenil – 3ª fase              | William Rejchtman Vinciguerra [14]            | Amir Omarkhanov [2]                       | 4–6, 6–4, 7–6(10–6) |
| Simples feminino juvenil – 3ª fase               | Jeline Vandromme [3]                          | Hannah Klugman [14]                       | 4–6, 6–3, 6–2       |
| Duplas masculinas juvenis – Quartas de final     | Ognjen Milić Egor Pleshivtsev                 | Luis Guto Miguel Tom Sickenberger         | 2–6, 7–62, [10–2]   |
| Duplas masculinas juvenis – Quartas de final     | Oliver Bonding [1] Jagger Leach [1]           | Jamie Mackenzie Niels McDonald            | 6–0, 56–7, [10–6]   |

## Dia 12 (23 de janeiro)
- Cabeças de chave eliminados:
  - Simples feminino:  Iga Świątek [2],  Paula Badosa [11]
  - Duplas masculinas:  Kevin Krawietz /  Tim Pütz [4]

Ordem dos jogos:
| Rod Laver Arena                              | Rod Laver Arena                             | Rod Laver Arena                                        | Rod Laver Arena     |
| Evento                                       | Vencedor(a)/(es/as)                         | Derrotado(a)/(os/as)                                   | Resultado           |
| -------------------------------------------- | ------------------------------------------- | ------------------------------------------------------ | ------------------- |
| Duplas masculinas – Semifinais               | Simone Bolelli [3] Andrea Vavassori [3]     | André Göransson Sem Verbeek                            | 2–6, 6–3, 6–4       |
| Duplas masculinas lendárias – 1ª fase        | Marcos Baghdatis Tommy Haas                 | Mark Philippoussis Pat Rafter                          | 7–5, 6–4            |
| Duplas masculinas – Semifinais               | Harri Heliövaara [6] Henry Patten [6]       | Kevin Krawietz [4] Tim Pütz [4]                        | 2–6, 6–3, 7–6(10–7) |
| Simples feminino – Semifinais                | Aryna Sabalenka [1]                         | Paula Badosa [11]                                      | 6–4, 6–2            |
| Simples feminino – Semifinais                | Madison Keys [19]                           | Iga Świątek [2]                                        | 5–7, 6–1, 7–6(10–8) |
| Margaret Court Arena                         |                                             |                                                        |                     |
| Evento                                       | Vencedor(a)/(es/as)                         | Derrotado(a)/(os/as)                                   | Resultado           |
| Simples feminino cadeirante – Semifinais     | Aniek van Koot [2]                          | Wang Ziying [3]                                        | 1–6, 7–64, 6–1      |
| Duplas femininas lendárias – 1ª fase         | Casey Dellacqua Alicia Molik                | Daniela Hantuchová Iva Majoli                          | 4–6, 7–5, [10–6]    |
| Simples feminino juvenil – Semifinais        | Wakana Sonobe [4]                           | Tahlia Kokkinis [WC]                                   | 6–2, 6–4            |
| Duplas masculinas juvenis – Semifinais       | Maxwell Exsted [2] Jan Kumstát [2]          | Andrea de Marchi [7] William Rejchtman Vinciguerra [7] | 6–3, 26–7, [10–8]   |
| Duplas femininas juvenis – Semifinais        | Annika Penickova [6] Kristina Penickova [6] | Alena Kovačková [5] Jana Kovačková [5]                 | 5–7, 6–1, [11–9]    |
| Duplas femininas juvenis – Semifinais        | Emerson Jones [2] Hannah Klugman [2]        | Tereza Krejčová [4] Vendula Valdmannová [4]            | 7–63, 6–3           |
| Kia Arena                                    |                                             |                                                        |                     |
| Evento                                       | Vencedor(a)/(es/as)                         | Derrotado(a)/(os/as)                                   | Resultado           |
| Simples masculino cadeirante – Semifinais    | Tokito Oda [1]                              | Martín de la Puente [3]                                | 6–1, 6–1            |
| Simples feminino cadeirante – Semifinais     | Yui Kamiji [1]                              | Li Xiaohui                                             | 6–4, 6–1            |
| Duplas tetraplégicas – Quartas de final      | Guy Sasson [1] Niels Vink [1]               | Finn Broadbent Jin Woodman                             | 6–0, 6–1            |
| Duplas tetraplégicas – Quartas de final      | Andy Lapthorne [2] Sam Schröder [2]         | Heath Davidson Robert Shaw                             | 6–1, 6–2            |
| 1573 Arena                                   |                                             |                                                        |                     |
| Evento                                       | Vencedor(a)/(es/as)                         | Derrotado(a)/(os/as)                                   | Resultado           |
| Simples masculino juvenil – Quartas de final | Benjamin Willwerth                          | Timofei Derepasko [9]                                  | 6–4, 6–4            |
| Simples feminino juvenil – Quartas de final  | Emerson Jones                               | Lilli Tagger                                           | 4–6, 6–2, 6–2       |

## Dia 13 (24 de janeiro)
- Cabeças de chave eliminados:
  - Simples masculino:  Novak Djokovic [7],  Ben Shelton [21]
  - Duplas femininas:  Gabriela Dabrowski /  Erin Routliffe [2]

Ordem dos jogos:
| Rod Laver Arena                        | Rod Laver Arena                             | Rod Laver Arena                               | Rod Laver Arena  |
| Evento                                 | Vencedor(a)/(es/as)                         | Derrotado(a)/(os/as)                          | Resultado        |
| -------------------------------------- | ------------------------------------------- | --------------------------------------------- | ---------------- |
| Duplas mistas – Final                  | Olivia Gadecki [WC] John Peers [WC]         | Kimberly Birrell [WC] John-Patrick Smith [WC] | 3–6, 6–4, [10–6] |
| Simples masculino – Semifinais         | Alexander Zverev [2]                        | Novak Djokovic [7]                            | 7–65, ab.        |
| Duplas mistas lendárias – 1ª fase      | Casey Dellacqua Patrick Rafter              | Daniela Hantuchová Tommy Haas                 | 6–3, 6–2         |
| Simples masculino – Semifinais         | Jannik Sinner [1]                           | Ben Shelton [21]                              | 7–62, 6–2, 6–2   |
| Margaret Court Arena                   |                                             |                                               |                  |
| Evento                                 | Vencedor(a)/(es/as)                         | Derrotado(a)/(os/as)                          | Resultado        |
| Duplas femininas – Semifinais          | Kateřina Siniaková [1] Taylor Townsend [1]  | Mirra Andreeva Diana Shnaider                 | 46–7, 6–4, 6–3   |
| Duplas femininas – Semifinais          | Hsieh Su-wei [3] Jeļena Ostapenko [3]       | Gabriela Dabrowski [2] Erin Routliffe [2]     | 7–63, 3–6, 6–3   |
| Kia Arena                              |                                             |                                               |                  |
| Evento                                 | Vencedor(a)/(es/as)                         | Derrotado(a)/(os/as)                          | Resultado        |
| Duplas mistas lendárias – 1ª fase      | Alicia Molik Lleyton Hewitt                 | Andrea Petkovic James Blake                   | 7–5, 6–2         |
| Duplas tetraplégicas – Final           | Andy Lapthorne [2] Sam Schröder [2]         | Guy Sasson [1] Niels Vink [1]                 | 6–1, 6–4         |
| Duplas masculinas cadeirantes – Final  | Alfie Hewett [1] Gordon Reid [1]            | Daniel Caverzaschi                            | 6–2, 6–4         |
| Duplas femininas cadeirantes – Final   | Li Xiaohui Wang Ziying                      | Manami Tanaka Zhu Zhenzhen                    | 6–2, 6–3         |
| 1573 Arena                             |                                             |                                               |                  |
| Evento                                 | Vencedor(a)/(es/as)                         | Derrotado(a)/(os/as)                          | Resultado        |
| Simples feminino juvenil – Semifinais  | Wakana Sonobe [4]                           | Emerson Jones [1]                             | 6–3, 6–4         |
| Simples masculino juvenil – Semifinais | Henry Bernet [8]                            | Oskari Paldanius [7]                          | 7–66, 6–2        |
| Duplas masculinas juvenis – Final      | Maxwell Exsted [2] Jan Kumstát [2]          | Ognjen Milić Egor Pleshivtsev                 | 7–66, 6–3        |
| Duplas femininas juvenis – Final       | Annika Penickova [6] Kristina Penickova [6] | Emerson Jones [2] Hannah Klugman [2]          | 6–4, 6–2         |

## Dia 14 (25 de janeiro)
- Cabeças de chave eliminados:
  - Simples feminino:  Aryna Sabalenka [1]
  - Duplas masculinas:  Simone Bolelli /  Andrea Vavassori [3]

Ordem dos jogos:
| Rod Laver Arena                      | Rod Laver Arena                       | Rod Laver Arena                         | Rod Laver Arena  |
| Evento                               | Vencedor(a)/(es/as)                   | Derrotado(a)/(os/as)                    | Resultado        |
| ------------------------------------ | ------------------------------------- | --------------------------------------- | ---------------- |
| Simples masculino juvenil – Final    | Henry Bernet [8]                      | Benjamin Willwerth                      | 6–3, 6–4         |
| Simples feminino juvenil – Final     | Wakana Sonobe [4]                     | Kristina Penickova [6]                  | 6–0, 6–1         |
| Simples feminino – Final             | Madison Keys [19]                     | Aryna Sabalenka [1]                     | 6–3, 2–6, 7–5    |
| Duplas masculinas – Final            | Harri Heliövaara [6] Henry Patten [6] | Simone Bolelli [3] Andrea Vavassori [3] | 166–7, 7–65, 6–3 |
| Kia Arena                            |                                       |                                         |                  |
| Evento                               | Vencedor(a)/(es/as)                   | Derrotado(a)/(os/as)                    | Resultado        |
| Simples tetraplégico – Final         | Sam Schröder [1]                      | Niels Vink [2]                          | 7–67, 7–5        |
| Simples feminino cadeirante – Final  | Yui Kamiji [1]                        | Aniek van Koot [2]                      | 6–2, 6–2         |
| Simples masculino cadeirante – Final | Alfie Hewett [2]                      | Tokito Oda [1]                          | 6–4, 6–4         |

## Dia 15 (26 de janeiro)
- Cabeças de chave eliminados:
  - Simples masculino:  Alexander Zverev [2]
  - Duplas femininas:  Hsieh Su-wei /  Jeļena Ostapenko [3]

Ordem dos jogos:
| Rod Laver Arena           | Rod Laver Arena                            | Rod Laver Arena                       | Rod Laver Arena |
| Evento                    | Vencedor(a)/(es/as)                        | Derrotado(a)/(os/as)                  | Resultado       |
| ------------------------- | ------------------------------------------ | ------------------------------------- | --------------- |
| Duplas femininas – Final  | Kateřina Siniaková [1] Taylor Townsend [1] | Hsieh Su-wei [3] Jeļena Ostapenko [3] | 6–2, 46–7, 6–3  |
| Simples masculino – Final | Jannik Sinner [1]                          | Alexander Zverev [3]                  | 6–3, 7–64, 6–3  |